# The Shelter
Jars of Clay presents The Shelter é o décimo primeiro álbum de estúdio do grupo Jars of Clay, lançado no dia 5 de outubro de 2010.
Possui onze faixas, contando com participação especial de vários nomes da música cristã, como Amy Grant, Mac Powell (de Third Day), Leigh Nash (de Sixpence None The Richer), TobyMac, entre outros. Somente a música "No Greater Love" não possui participação de nenhum artista.
Segundo a banda, as músicas foram desenvolvidas para serem cantadas em voz alta, junto com outras pessoas, fortalecendo a idéia de comunidade – em igreja, de forma que a interação criada acolha e conforte.
Seu nome originou-se de um famoso ditado irlandês: "É nos abrigos uns dos outros que as pessoas vivem."[carece de fontes?]
O primeiro single do trabalho foi "Out Of My Hands".

## Faixas
Todas as faixas por Jars of Clay, exceto onde anotado.
1. "Small Rebellions" (com Brandon Heath) – 4:48
2. "Call My Name" (com Thad Cockrell e Audrey Assad) – 4:08
3. "We Will Follow" (com Gungor) – 4:09
4. "Eyes Wide Open" (com Mac Powell (vocalista do Third Day), Derek Webb e Burlap To Cashmere) (Jars of Clay, LaRue) – 4:28
5. "Shelter" (com TobyMac, Audrey Assad e Brandon Heath) – 4:50
6. "Out Of My Hands" (com Mike Donehey (vocalista do Tenth Avenue North) e Leigh Nash (vocalista do Sixpence None the Richer) (Jars of Clay, Lutito, Ruschival) – 4:14
7. "No Greater Love" (Crowder, Jars of Clay, Lutito, Story) – 4:07
8. "Run In The Night" (com Thad Cockrell)(Cockrell, Jars of Clay) – 5:25
9. "Lay It Down" (com David Crowder e Dawn Richardson) (Fabbrini, Gowell, Groves) – 4:03
10. "Love Will Find Us" (com Sara Groves e Matt Maher) – 5:45
11. "Benediction" (com Amy Grant) – 2:52

## Paradas
| Ano  | Parada                             | Posição |
| ---- | ---------------------------------- | ------- |
| 2010 | Billboard 200                      | 78      |
| 2010 | Top Christian Albums               | 5       |
| 2010 | Top Independent Albums             | 11      |
| 2010 | Top Modern Rock/Alternative Albums | 13      |
| 2010 | Top Rock Albums                    | 25      |

## Créditos
- Dan Haseltine
- Matt Odmark
- Stephen Mason
- Charlie Lowell